# Tanama
A Tanama (oroszul: Танама) folyó Oroszország ázsiai felén, Nyugat-Szibéria északi részén, Jamali Nyenyecföldön és a Krasznojarszki határterületen. A Jenyiszej bal oldali mellékfolyója.

## Földrajz
Hossza: kb. 521 km, vízgyűjtő területe: 23 100 km², évi közepes vízhozama a torkolatnál kb. 244 m³/s.
A Tanama a Gidai-félsziget délkeleti részén ered. Kezdetben északnyugat felé tart, azután fokozatosan északra, majd északkeletre fordulva megkerüli az Alsó-jenyiszeji-hátságot (vagy Tanama-hátságot). Leghosszabb része a Krasznojarszki határterület Tajmiri Dolgan–Nyenyec járása és Jamali Nyenyecföld közös határán folyik. A Jenyiszej torkolatvidékén ömlik a folyam egyik bal oldali mellékágába. 
Mocsaras síkvidéken folyik, vízgyűjtő területét tundra és állandóan fagyott talaj (permafroszt) jellemzi.
Jelentősebb mellékfolyói
- jobb oldali: Bolsaja Pjako-Jaha (130 km)
- bal oldali: Ngarka-Libonkat-Jaha (233 km), Jarto-Jaha (200 km), Bolsaja Nanyere-Jaha (137 km).